# 2012 FNSうたの夏まつり
『2012 FNSうたの夏まつり』（2012 エフエヌエスうたのなつまつり）は、フジテレビ系列で2012年8月8日 19:00 - 23:08（JST）に生放送された通算1回目の『FNSうたの夏まつり』である。

## 概要
『FNSうたの夏まつり』としては、第1回目となる。また、放送第1回目を記念して8月8日「フジテレビの日」に放送された。会場は国立代々木競技場第一体育館で4時間を超える生放送となった。

## 当日のステージ
番組内で84曲が披露された（当初は88曲披露される予定だったが、放送時間の都合上84曲に変更された。
今回のステージ最多出演は、柏木由紀（AKB48/フレンチ・キス）で、8曲に参加した。
SMAPがトップバッターで「Moment」、大トリで「gift」を披露。
寺田恵子とSCANDALが寺田率いるSHOW-YAの「限界LOVERS」歌唱中に「民主党・自民党・公明党が増税法案可決で合意」というニュース速報テロップが挿入された。
ゆずとテゴマスがコラボで「夏色」を歌唱した際、『MUSIC FAIR』での共演時同様、「ゆゴマず」名義で出演。
TUBEの「あー夏休み」歌唱時、同ボーカルの前田亘輝が歌詞間違いをするハプニングがあった。公式サイトには記載されていないが、同バンドのサポートミュージシャンはB.B.クィーンズとして出演した増崎孝司が所属しているDIMENSIONの勝田一樹などが参加した。
AKB48では「ギンガムチェック」は初めて選抜フルメンバーで披露した（TBS系列『音楽の日』並びに『火曜曲!』2時間SPではSKE48のメンバーは別のメンバーが披露した）。また、ソロでは前田敦子（当時）・渡辺麻友・指原莉乃が披露した。
ジャニーズ事務所からはSMAP、NEWS、Kis-My-Ft2、Sexy Zoneの4組が出演した。
エンディングにおいて、司会の高島彩が「来年の夏もまたお会い致しましょう」と発言した。この高島の発言通り、翌年も開催されたものの、高島は降板した。
客席に出演アーティストが座っており、ステージを観覧する模様が度々放映された。
今回は、全84曲中31曲がコラボレーションで披露され、年末放送の『FNS歌謡祭』より、コラボレーションが少なめで、単体で新曲披露が多めの番組構成だった。
演歌勢は坂本冬美のみの出演となった。

## 出演者

### 司会
- 草彅剛（当時：SMAP）
- 高島彩（フリーアナウンサー）

### 出演アーティスト
- access
- 芦田愛菜
- 安全地帯/玉置浩二
- 岩崎良美
- AKB48/高橋みなみ/前田敦子/渡辺麻友/指原莉乃[注 1]
- SKE48
- EXILE/ATSUSHI
- Every Little Thing
- 加藤ミリヤ
- Kis-My-Ft2
- キマグレン
- きゃりーぱみゅぱみゅ
- 倉木麻衣
- ゴールデンボンバー
- コブクロ
- 坂本冬美
- 三代目 J Soul Brothers[注 2]
- JUJU
- Superfly
- 杉山清貴
- SCANDAL
- 鈴木雅之
- すたーふらわー
- SMAP
- Sexy Zone[注 3]
- ZONE
- Takamiy
- 谷村新司
- TUBE
- TRF
- T.M.Revolution
- 寺田恵子（SHOW-YA）
- トータス松本（ウルフルズ）
- 德永英明
- AAA
- ナオト・インティライミ
- 中川翔子
- 中村あゆみ
- 西野カナ
- NEWS
- 乃木坂46
- NOKKO
- 浜崎あゆみ
- B.B.クィーンズ
- FUNKY MONKEY BABYS
- 藤井フミヤ
- フレンチ・キス
- BENI
- 槇原敬之
- 水樹奈々
- 宮沢和史
- miwa
- MINMI
- 矢井田瞳
- ゆず
- 渡瀬マキ
- 渡辺真知子
- 渡辺美里

### ゲストミュージシャン
- 浅倉大介 - シンセサイザー
- 押尾コータロー - ギター
- 小池徹平（WaT） - ボーカル・ギター
- 小室哲哉 - シンセサイザー
- ザ50回転ズ - ギター・ベース・ドラムス
- 葉加瀬太郎 - ヴァイオリン
- 花井悠希 - ヴァイオリン
- →Pia-no-jac← - ピアノ・カホン
- VOJA - コーラス
- 雅-MIYAVI- - ギター
- 宮本笑里 - ヴァイオリン

### 楽団
- Pf - 武部聡志
- Gt - 鳥山雄司、佐藤大剛
- Key - 清水俊也
- Ba - 種子田健
- Dr - 村石雅行
- Per - 朝倉真司
- Str - 今野均ストリングス
- Cho - 今井マサキ、加藤いずみ、藤田真由美
- Sax - 竹上良成
- Tp - 中野勇介
- Tb - 鹿討奏

## セットリスト
| 順番 | アーティスト                          | 楽曲                                           |
| ---- | ------------------------------------- | ---------------------------------------------- |
| 1    | SMAP                                  | Moment                                         |
| 2    | AKB48×ザ50回転ズ×浅倉大介             | ヘビーローテーション (2010/AKB48)              |
| 3    | Every Little Thing                    | fragile (2001)                                 |
| 4    | 西野カナ                              | 私たち                                         |
| 5    | FUNKY MONKEY BABYS                    | LIFE IS A PARTY                                |
| 6    | ZONE                                  | secret base〜君がくれたもの〜 (2001)           |
| 7    | Sexy Zone                             | Sexy Summerに雪が降る                          |
| 8    | SKE48                                 | パレオはエメラルド (2011)                      |
| 9    | すたーふらわー×フレンチ・キス         | 年下の男の子 (1975/キャンディーズ)             |
| 10   | TRF×AAA×小室哲哉                      | CRAZY GONNA CRAZY (1995/trf)                   |
| 11   | 玉置浩二×VOJA                         | 田園 (1996/玉置浩二)                           |
| 12   | 乃木坂46                              | おいでシャンプー                               |
| 13   | キマグレン                            | LIFE (2008)                                    |
| 14   | 芦田愛菜                              | 雨に願いを                                     |
| 15   | 坂本冬美×Takamiy×雅-MIYAVI-           | 夜桜お七 (1994/坂本冬美)                       |
| 16   | T.M.Revolution×浅倉大介               | HIGH PRESSURE (1997/T.M.Revolution)            |
| 17   | AKB48                                 | Everyday、カチューシャ (2011)                  |
| 18   | 中村あゆみ×渡辺直美                   | 翼の折れたエンジェル (1985/中村あゆみ)         |
| 19   | 渡瀬マキ                              | 今すぐKiss Me (1990/LINDBERG)                  |
| 20   | TRF×小室哲哉                          | survival dAnce〜no no cry more〜 (1994/trf)    |
| 21   | TRF×小室哲哉                          | BOY MEETS GIRL (1994/trf)                      |
| 22   | TRF×小室哲哉                          | EZ DO DANCE (1993/trf)                         |
| 23   | ゆず                                  | また明日                                       |
| 24   | 渡辺美里                              | My Revolution (1986)                           |
| 25   | EXILE                                 | Choo Choo TRAIN (1991/ZOO)                     |
| 26   | MINMI                                 | シャナナ☆ (2007)                               |
| 27   | AKB48                                 | ギンガムチェック                               |
| 28   | 加藤ミリヤ                            | HEART BEAT                                     |
| 29   | 水樹奈々                              | ETERNAL BLAZE (2005)                           |
| 30   | NEWS                                  | チャンカパーナ                                 |
| 31   | Superfly                              | 輝く月のように                                 |
| 32   | 渡辺真知子×渡辺直美                   | かもめが翔んだ日 (1978/渡辺真知子)             |
| 33   | 前田敦子                              | 君は僕だ                                       |
| 34   | 宇徳敬子×フレンチ・キス               | 想い出の九十九里浜 (1991/Mi-Ke)                |
| 35   | 寺田恵子×SCANDAL×浅倉大介             | 限界LOVERS (1989/SHOW-YA)                      |
| 36   | 德永英明×柏木由紀×谷村新司            | いい日旅立ち (1978/山口百恵)                   |
| 37   | 西野カナ×miwa×倉木麻衣×JUJU           | TRUE COLORS (1986/シンディ・ローパー)          |
| 38   | 渡辺麻友                              | 大人ジェリービーンズ                           |
| 39   | ゆゴマず                              | 夏色 (1998/ゆず)                               |
| 40   | TUBE                                  | シーズン・イン・ザ・サン (1986)                |
| 41   | Every Little Thing                    | 出逢った頃のように (1997)                      |
| 42   | 岩崎良美                              | タッチ (1985)                                  |
| 43   | TUBE                                  | あー夏休み (1990)                              |
| 44   | 鈴木雅之×桑野信義×雅-MIYAVI-          | め組のひと (1983/RATS&STAR)                    |
| 45   | 杉山清貴                              | ふたりの夏物語 (1985/杉山清貴&オメガトライブ)  |
| 46   | TUBE                                  | 夏を待ちきれなくて (1993)                      |
| 47   | 宮沢和史                              | 島唄 (1992/THE BOOM)                           |
| 48   | 谷村新司×小池徹平                     | チャンピオン (1978/アリス)                     |
| 49   | Not yet                               | 西瓜BABY                                       |
| 50   | 槇原敬之×小池徹平×宮本笑里×花井悠希   | どんなときも。 (1991/槇原敬之)                 |
| 51   | EXILE TRIBE                           | 24Karats TRIBE OF GOLD                         |
| 52   | 德永英明                              | 人形の家 (1969/弘田三枝子)                     |
| 53   | 德永英明×渡辺麻友×押尾コータロー×miwa | 真夜中のギター (1969/千賀かほる)               |
| 54   | 渡瀬マキ                              | BELIEVE IN LOVE (1991/LINDBERG)                |
| 55   | JUJU                                  | ただいま                                       |
| 56   | 安全地帯×小室哲哉                     | じれったい (1987/安全地帯)                     |
| 57   | 安全地帯×ATSUSHI                      | 夏の終りのハーモニー (1986/井上陽水・安全地帯) |
| 58   | 安全地帯                              | 君がいないから                                 |
| 59   | 葉加瀬太郎×→Pia-no-jaC←               | 情熱大陸 (1998/葉加瀬太郎)                     |
| 60   | 槇原敬之×BENI×葉加瀬太郎×→Pia-no-jaC← | もう恋なんてしない (1992/槇原敬之)             |
| 61   | コブクロ                              | 蕾 (2007)                                      |
| 62   | EXILE                                 | Rising Sun (2011)                              |
| 63   | T.M.Revolution×浅倉大介×小室哲哉      | HOT LIMIT (1998/T.M.Revolution)                |
| 64   | AKB48×SKE48                           | 会いたかった (2006/AKB48)                      |
| 65   | NOKKO×中川翔子                        | フレンズ (1985/REBECCA)                        |
| 66   | Superfly×トータス松本                 | STARS                                          |
| 67   | ゴールデンボンバー                    | 女々しくて (2009)                              |
| 68   | ゆず                                  | 栄光の架橋 (2004)                              |
| 69   | Kis-My-Ft2                            | WANNA BEEEE!!!                                 |
| 70   | 鈴木雅之×宮本笑里                     | 渋谷で5時 (1994/鈴木雅之・菊池桃子)            |
| 71   | ナオト・インティライミ                | タカラモノ〜この声がなくなるまで〜 (2010)      |
| 72   | access×小室哲哉                       | Be Together (1987/TM NETWORK)                  |
| 73   | B.B.クィーンズ×SKE48                  | おどるポンポコリン (1990/B.B.クィーンズ)       |
| 74   | 指原莉乃                              | それでも好きだよ                               |
| 75   | フレンチ・キス                        | ロマンス・プライバシー                         |
| 76   | きゃりーぱみゅぱみゅ                  | つけまつける                                   |
| 77   | 藤井フミヤ                            | TRUE LOVE (1993)                               |
| 78   | 矢井田瞳×押尾コータロー               | My Sweet Darlin' (2000/矢井田瞳)               |
| 79   | 倉木麻衣×押尾コータロー               | Love, Day After Tomorrow (1999/倉木麻衣)       |
| 80   | 水樹奈々×渡辺麻友                     | DISCOTHEQUE (2008/水樹奈々)                    |
| 81   | 德永英明×高橋みなみ                   | 世界中の誰よりきっと (1992/中山美穂&WANDS)     |
| 82   | 浜崎あゆみ                            | You & Me                                       |
| 83   | 浜崎あゆみ                            | Greatful days (2003)                           |
| 84   | SMAP                                  | gift                                           |

## スタッフ
- 制作：港浩一
- 構成：山内浩嗣、津曲ラッキー（津曲裕之）、高須光聖、福田雄一
- 音楽：武部聡志
- デザイン：YUKIE WICKSON（越野幸栄）
- 美術プロデューサー：楫野淳司
- 美術進行：鈴木真吾
- 大道具：引馬幹晴、松尾茂毅、山井勝人、篠本匡介
- 基礎舞台：菅谷忠弘
- アートフレーム：三浦文裕
- 電飾：久光義紀、渡辺信一
- アクリル装飾：永山淳
- 視覚効果：小熊雅樹
- 生花装飾：小柳幸絵
- メイク：久保田裕子
- 楽器：島津哲也（サンフォニックス）
- LED：宇佐美良（東京チューブ）
- 技術プロデューサー／カメラ：米山和孝
- SW：障子川雅則
- 音声：中村峰子
- 映像：槌谷聡
- 照明デザイン：植松晃一
- 照明：安達浩也（PRGアジア）、中村貞敏（FLT）
- 音響：松田勝治（サンフォニックス）
- クレーン：明光セレクト、ダブルビジョン、SiS
- 音響効果：中田圭三（4-Legs）、若月正幸（4-Legs）
- CG：瀬井貴之
- 電子タイトル：入船裕美
- 音楽コーディネート：長尾綾子、大滝拓見
- 振付：カーニバル三浦、JUN
- 編成：永竹里早
- 広報：加藤麻衣子
- 運営：椎名貴一（CELL）
- 場内管理：石川幸二
- webマスター：鬼熊陽一郎
- TK：石原由季、平野美紀子、海老澤廉子
- 協力：エイベックス・ライヴ・クリエイティヴ、国立代々木競技場第一体育館、ハーフトーンミュージック、イースト・エンタテインメント
- 技術協力：八峯テレビ、共同テレビジョン、田中電設、ニューテレス、共立、日本テックトラスト、ネクシオン、バンセイ、サンフォニックス、三穂電機、FLT、PRGアジア
- 運営協力：キョードー東京
- respects：石田弘
- プロデューサー：冨田哲朗、佐々木将、石川綾一、黒木彰一
- 制作プロデューサー：土田芳美、宇賀神裕子
- アシスタントプロデューサー：加藤万貴、福井倫子
- アシスタントディレクター：島田和正
- フロアディレクター：大野悟、後藤夏美
- 送出ディレクター：塩谷亮
- チーフプロデューサー：きくち伸
- 演出：浜崎綾
- 制作：フジテレビバラエティ制作センター／音組
- 制作著作：フジテレビ